# Luc-Peter Crombé
Luc-Peter Crombé, né à Opwijk le 14 janvier 1920 et décédé à Laethem-Saint-Martin le 17 mai 2005, est un artiste-peintre belge.
Peintre de paysages, de portraits, de figures et de sujets religieux. Élève à l'académie des beaux-arts et à l'Institut supérieur Saint-Luc à Gand, ainsi qu'à l'Institut national supérieur des beaux-arts d'Anvers. Il fréquente les ateliers de G. Hermans et Jos Verdegem et Constant Permeke, étudie l'histoire de l'art à l'École du Louvre à Paris et est élève de l'école d'art graphique de Francfort.
Il reçoit le prix de la province de Flandre-Orientale en 1954 et le prix Sagrada Familia pour l'art religieux en 1957. Il fonde en 1968 une académie libre à Laethem-Saint-Martin. Parti de l'animisme en optant pour une vision liée à la nature et des sujets tels l'enfant et les êtres de son entourage, qu'il évoque avec tendresse, il privilégie ensuite les couleurs plus intenses tout en donnant une place particulière à l'homme. Il exécute également des paysages d'Afrique du Nord, d'Italie et d'Espagne. 
Crombé fit partie avec Antoon Catrie du quatrième groupe de Laethem-Saint-Martin à partir de 1968.